# 布蘭登·劉易斯
布兰登·肯尼思·刘易斯爵士，CBE（英語：Sir Brandon Kenneth Lewis，1971年6月20日—），英國保守黨政治家，2010年起擔任下議院大雅茅斯選區議員，2019年起任保安事務副大臣。他在此前任不管部大臣兼保守党主席，也曾任内政部移民和国际事务副大臣、内政部警务和消防副大臣、住房、社区和地方政府部住房和规划副大臣、布伦特伍德自治市议会领袖等职。

## 早年生活
布兰登生于伦敦东北郊的哈罗德伍德，在伦敦东部的沃尔瑟姆斯托森林学校读书。后毕业于伯明翰大學经济学专业，获法学学士学位，又在伦敦国王学院研习商法，获法学硕士学位。于内殿律师学院获律师资格。
2012年9月辞职前，他一直是位于埃塞克斯郡胡顿的经营私立学校的林地学校有限公司董事。

## 地方政坛
1998年5月，刘易斯当选布伦特伍德自治市议会南胡顿选区议员，在2002年成为保守党党团领袖。2004年至2009年，他任市议会领袖（市长），后决定参与国政而去职。在职期间，他曾与时任影子内阁成员埃里克·皮克尔斯共同主持当地广播电台菲尼克斯调频的《埃里克和布兰登秀》节目。
在任市议会领袖期间，刘易斯以占用绿化带为由拒绝中央政府给流浪者提供更多房车驻泊场所的指示。他称本市议会正在“受害”。

## 个人生活
1999年，刘易斯与贾斯汀·拉波尔特结婚，育有两个子女。他于2005年和2008年参加并完成了伦敦马拉松赛，并展现出对铁人三项的兴趣。他是卡尔顿俱乐部会员。